# 波密虎耳草
波密虎耳草（学名：Saxifraga anadena）为虎耳草科虎耳草属下的一个种。

## 扩展阅读
- 維基物種上的相關：波密虎耳草